# Antonio Márquez Ramírez
Antonio Márquez Ramírez, né le 22 mai 1936 à Lagos de Moreno et mort le 22 octobre 2013, est un ancien arbitre mexicain de football. Il débuta en 1964, fut arbitre international de 1977 à 1986.

## Carrière
Il a officié dans des compétitions majeures : 
- Coupe du monde de football des moins de 20 ans 1981 (2 matchs) ;
- JO 1984 (2 matchs) ;
- Coupe du monde de football de 1986 (2 matchs).